# Actinacanthus tricarinata
Actinacanthus tricarinata är en kräftdjursart som först beskrevs av Stebbing 1883.  Actinacanthus tricarinata ingår i släktet Actinacanthus och familjen Epimeriidae. Inga underarter finns listade i Catalogue of Life.